# Ängersjö församling
Ängersjö församling var en församling i Härnösands stift, Härjedalens kommun. Församlingen uppgick 2006 i Ytterhogdal, Överhogdal och Ängersjö församling.

## Administrativ historik
Församlingen bildades 1925 genom en utbrytning ur Ytterhogdals församling. Församlingen var därefter till 2006 annexförsamling i pastoratet Ytterhogdal, Överhogdal och Ängersjö. Församlingen uppgick 2006 i Ytterhogdal, Överhogdal och Ängersjö församling. 
Församlingen tillhörde från bildandet fram till år 2000 Härjedalens kontrakt och från år 2001 Berg-Härjedalens kontrakt.
Församlingskod var 236110.

## Kyrkor
- Ängersjö kyrka